# Marx-Engels-Lenin-Stalin Movement
Das Marx-Engels-Lenin-Stalin Movement (MELS) (deutsch Marx-Engels-Lenin-Stalin-Bewegung) ist eine kommunistische Partei in Botswana. Sie wurde 1984 gegründet. An ihrer Spitze steht Themba Joina. Das MELS ist nicht im botswanischen Parlament vertreten und erreichte bei den letzten Wahlen in Botswana 0,29 % der Stimmen.
Das MELS entstand als Studentenbewegung, die durch den Maoismus und den Panafrikanismus inspiriert wurde und sich 1984 an der Shashe Senior Secondary School gründete. Ihr damaliger Generalsekretär war Christopher Phatshwe. Er verfasste auch zusammen mit Thomson Proctor die politischen Grunddokumente der Bewegung. Zweige des MELS wurden an verschiedenen anderen Institutionen wie der University of Botswana gegründet. Ebenso wie Themba Joina hatte die Organisation Beziehungen zum Black Consciousness Movement und dem Pan Africanist Congress. Das MELS gründete sich 1994 als Partei. Nach Phatshwes Tod wurde Mosalage Ditshoto neuer Generalsekretär.
Das MELS befürwortet eine sozialistische Politik und setzt sich besonders für Arbeitslose und Studentenräte im ganzen Land ein. Es bezeichnet die Regierungspartei Botswana Democratic Party als „Neokolonial“.
Bei den Parlamentswahlen 1994 trat die Partei der United Democratic Front (UDF) bei. Weder das MELS noch irgendein anderes Mitglied der UDF erhielt genug Stimmen, um ins Parlament einzuziehen. Die Partei trat zu den Parlamentswahlen 1999 an, erhielt jedoch nur 22 Stimmen (0,01 Prozent). Vor der Wahl hatte Joina behauptet, die Partei hätte nur ein Wahlkampffahrzeug besessen, wodurch die Parteiaktivisten zu Fuß zu den Wählern hätten laufen müssen.
Bei der Parlamentswahl 2009 wurde die Partei durch vier parlamentarische und zwei lokale Kandidaten repräsentiert. Keiner von ihnen wurde gewählt. Insgesamt erhielt die Partei 292 Stimmen (0,05 Prozent).